# Jerzy Gumowski
Jerzy Gumowski (ur. 28 września 1956 w Warszawie) – fotograf i paralotniarz. Wnuk prof. Mariana Gumowskiego.

## Życiorys
W stanie wojennym członek Grupy Oporu Solidarni w sekcji legalizacji, współpracownik „Tygodnika Mazowsze”, Wydawnictwo Głos i pisma „Wiadomości Dnia”, producent teki zdjęć o obozie internowania w Białołęce, wydanej przez wydawnictwo CDN. Dla Oficyny Wydawniczej „Rytm” opracowywał kalendarze, karty pocztowe, serie znaczków i ulotki.
Przygotował do druku książkę Droga nadziei Lecha Wałęsy. W maju 1989 po spotkaniu w Komitecie Obywatelskim „Solidarność” rozpoczął pracę w „Gazecie Wyborczej” gdzie pracował do 2008 roku. W 1991 został szefem Działu Foto w dwutygodniku młodzieżowym „ATAK”, a rok później szefem Działu Foto w dzienniku „Obserwator codzienny” i współpracownikiem „Życia Warszawy”. Od marca 2009 zastępca szefa Działu Fotograficznego w dzienniku „Rzeczpospolita”. Od 2008 wykładowca w Warszawskiej Szkole Filmowej.
Od 1993 członek Związku Polskich Artystów Fotografików. W latach 1992–2000 członek Zarządu Stowarzyszenia Przyjaciół Dębek, w latach 2005-2008 członek Zarządu Polskiego Stowarzyszenia Paralotniowego. 9 sierpnia 2011 odznaczony Krzyżem Kawalerskim Orderu Odrodzenia Polski. 17 października 2018 r. odznaczony przez prezydenta Andrzeja Dudę Krzyżem Wolności i Solidarności. Ojciec dwóch synów.

## Nagrody
- 1976: wyróżnienie w konkursie Foto EXPO 76.
- 1978: wyróżnienie i udział w wystawie pokonkursowej Małe Formaty.
- 1995: cztery nagrody w Konkursie Polskiej Fotografii Prasowej (wyróżnienie i nagroda specjalna Prezesa PAP, wyróżnienie w kategorii Sport).
- 1995: I nagroda w kategorii Sport w Konkursie Polskiej Fotografii Prasowej.
- 1996: II nagroda w Konkursie Polskiej Fotografii Prasowej w kategorii Reportaż sportowy za serię Jeden do zera.
- 1997: II nagroda w Konkursie Polskiej Fotografii Prasowej w kategorii Ludzie.
- 1998: I nagroda w kategorii Sport i III w kategorii Kultura w Konkursie Polskiej Fotografii Prasowej.
- 2001: I nagroda w kategorii Ludzie za pracę XIV Dalajlama z wizytą w Polsce w Konkursie Polskiej Fotografii Prasowej.
- 2002: nagroda specjalna „Rzeczpospolitej” w Konkursie Polskiej Fotografii Prasowej.
- 2006: II nagroda w kategorii Wydarzenia – zdjęcia pojedyncze w konkursie Grand Press Photo.
- 2006: I nagroda w kategorii Sport – zdjęcia pojedyncze w konkursie WZBK Press Foto.
- 2008: II nagroda w kategorii Życie Codzienne na konkursie Grand Press Photo.
- 2008: II nagroda w kategorii Przyroda w konkursie Grand Press Photo.

## Wystawy
W latach 70. uczestniczył w działalności studenckiego Foto Klubu „Remont” przy Politechnice Warszawskiej pod przewodnictwem Marka Karewicza. Wystawy zbiorowe w Poznaniu, Warszawie, Berlinie.
- 1974-1976: Studium Fotografii przy ZPAF.
- 1973-1984: stała współpraca z pracownią Ireny Jarosińskiej. Wystawy indywidualne, współpraca z miesięcznikiem „Polska”.
- 1985: wystawa zbiorowa Solidarnościowa, w kościele przy ul. Żytniej, Warszawa.
- 1991: wystawa zbiorowa „Gazety Wyborczej”, Warszawa, Kraków, Wrocław.
- 1992: wystawa zbiorowa „Gazety Wyborczej”, Praga.
- 1993: wystawa indywidualna Sarajewo – miasto wojenne w galerii ZPAF w Warszawie; Kraków, Bydgoszcz.
- 1994: wystawa pokonkursowa Polskiej Fotografii Prasowej, Warszawa, Wrocław, Poznań.
- 1995: wystawa indywidualna Kazachstan, Zakopane.
- 1995: wystawa zbiorowa Polska Akcja Humanitarna, Warszawa.
- 1995: współautor wystawy Plakaty Sarajewa, Warszawa.
- 1995: wystawa zbiorowa Five Years After, Bratysława, Praga.
- 1996: wystawa indywidualna o polskich więzieniach towarzysząca filmowi Morderstwo I stopnia.
- 2001: wystawa indywidualna, Piaseczno
- 2002: wystawa indywidualna Z góry, galeria Dzika 4, Warszawa.
- 2002: wystawa indywidualna Tu żyłam, tu umarłam w Pałacu Kazimierzowskim, Warszawa, wrzesień.
- 2002: wystawa towarzysząca targom fotograficznym Z góry, Łódź, październik.
- 2002: wystawa indywidualna w Galerii przy Rynku Solnym Tu żyłam tu umarłam, Wrocław, październik.
- 2002: wystawa indywidualna w Centrum Sztuki Współczesnej Tu żyłam tu umarłam, Warszawa.
- 2003: wystawa indywidualna w związku z festiwalem Helsińskiej Fundacji Praw Człowieka XIV Dalajlama z wizytą w Polsce w Centrum Sztuki Współczesnej, Warszawa.
- 2005: wystawa indywidualna Z lotu w Galeria Braci Jabłkowskich, Warszawa, luty, marzec.
- 2009: wystawa zbiorowa z okazji dwudziestolecia „Gazety Wyborczej” w Zachęcie, Warszawa.
- 2011: wystawa zbiorowa Podróż Trzech Króli w Muzeum Literatury im. Adama Mickiewicza, Warszawa.
- 2012: wystawa zbiorowa Fotografowie Saskiej Kępy w Domu Kultury Saska Kępa w Warszawie.
- 2012: wystawa zbiorowa Fotografia prasowa - prezentacje w siedzibie Stowarzyszenia Dziennikarzy Polskich, Warszawa, 4 grudnia.
- 2012: wystawa zbiorowa Fotografie z lotu w galerii przy ul. Tarczyńskiej 3 w Warszawie, 11 grudnia.

## Publikacje
- Tu żyłam tu umarłam, płyta CD dołączona do książki W.Tochmana Jak byś kamień jadła, Sejny: Pogranicze, 2002.
- Polska z nieba, Bielsko-Biała: Wydawnictwo Pascal, 2006.
- Wilanów Górą, Warszawa: MAAR Marzena J. Bachan, 2009.